# تاکایا سوگاساوا
تاکایا سوگاساوا (انگلیسی: Takaya Sugasawa؛ زادهٔ ۱۵ نوامبر ۱۹۸۷) بازیکن فوتبال اهل ژاپن است.